# 腾飞中国
腾飞中国（英语：Emergent China）是凤凰卫视的一档平日短节目，2008年开播时全称“腾飞中国-改革开放30年纪事”，2009年时全称腾飞中国-建国60年纪事，2010后称为“腾飞中国”，周一至周五每天播出一期，时长3分钟，主持人由凤凰评论员何亮亮担任。节目以回顾新中国建国以来的重大事件和人物，从而带给观众深刻的思考和前瞻。节目已于2017年1月27日播出最后一期。

## 冠名
- 2008年至2009年，本节目由中国电信天翼冠名，定名为《中国电信天翼特约之•腾飞中国》。
- 2010年至2013年，节目改为中国重汽冠名，更名为《中国重汽·腾飞中国》。
- 2014年至2016年，节目改为红牛维生素功能饮料冠名，更名为《红牛维生素功能饮料特約之腾飞中国》。
- 2017年，本節目無任何冠名贊助商。

## 停播前播出时间[2]
- 凤凰卫视中文台：香港时间周一至周五20:30-20:35首播，周二至周六6:55-7:00，周二至周五、隔周一13:30-13:35重播。
- 凤凰卫视欧洲台：格林威治时间周二至周六01:00-01:05、周六07:20-07:25（周四节目）。
- 凤凰卫视美洲台：美国西岸时间周一至周五18:05-18:10（实际播出广告节目，少数情况才会播出本节目）、周五22:35-22:40（周五节目）、周二至周五、隔周一03:40-03:45。
- 凤凰卫视澳洲版：悉尼时间周二至周六10:00-10:05、周六16:20-16:25（周四节目）。

## 播出主题
本节目每年都围绕一个主题进行讲述。
- 2012年：文化
- 2013年：科学
- 2014年：军事